# Aspidimerus menglensis

Aspidimerus menglensis  (лат.) — вид жуков рода Aspidimerus из семейства божьих коровок (Coccinellidae Latreille) (триба Aspidimerini, Scymninae). Эндемик Китая.

## Распространение
Юго-Восточная Азия: Китай (Mengla, Yunnan).

## Описание
Мелкие жесткокрылые насекомые с овальной выпуклой сверху формой тела, длина тела от 3,50 до 3,90 мм; ширина от 2,65 до 3,15 мм. Голова мелкая, более чем в 2 раза (0,47) меньше ширины надкрылий. Скутеллюм и пронотум чёрные. Надкрылья чёрные с 2 жёлтыми пятнами. Голова желтовато-коричневая с чёрными глазами. Нижняя часть тела чёрная, кроме коричневых ног. Жгутик усика состоит из 8 или 9 члеников. Скутеллюм субтреугольный. Общая высота от высшей точки надкрылий до метавентрита (TH): от 1,50 до 1,75 мм, соотношение общей длины тела к наибольшей ширине (TL/TW): от 1,24 до 1,32; соотношение длины пронотума от среднего переднего края до основания пронотума к ширине пронотума в наиболее его широкой части (PL/PW): от 0,51 до 0,55; соотношение длины надкрылий (от вершины до основания включая скутеллюм) к их ширине (EL/EW): от 1,02 до 1,13. От других видов рода отличается деталями строения гениталий и окраской. У близкого вида Aspidimerus birmanicus на надкрыльях два красновато-коричневых пятна. Вид был впервые описан в 2013 году группой китайских энтомологов (Lizhi Huo, Xingmin Wang, Xiaosheng Chen, Shunxiang Ren; Engineering Research Center of Biological Control, Ministry of Education; College of Natural Resources and Environment, South China Agricultural University, Гуанчжоу, Китай). Видовой эпитет происходит от названия типового местонахождения (Mengla, Yunnan).